# Prospinitectus exiguus
Prospinitectus exiguus är en rundmaskart som beskrevs av Crites, Overstreet och Muang 1993. Prospinitectus exiguus ingår i släktet Prospinitectus och familjen Cystidicolidae. Inga underarter finns listade i Catalogue of Life.